# اینکونفیدنتز
اینکونفیدنتز (به پرتغالی: Inconfidentes) یک منطقهٔ مسکونی در برزیل است که در میناز ژرایس واقع شده‌است. اینکونفیدنتز ۷٬۳۵۸ نفر جمعیت دارد.